# Stéphane Yonnet
Stéphane Yonnet (Caen, 18 de mayo de 1976) es un deportista francés que compitió en esquí acrobático. Ganó una medalla de oro en el Campeonato Mundial de Esquí Acrobático de 2001, en la prueba de baches en paralelo.

## Medallero internacional
| Campeonato Mundial | Campeonato Mundial | Campeonato Mundial | Campeonato Mundial |
| Año                | Lugar              | Medalla            | Competición        |
| ------------------ | ------------------ | ------------------ | ------------------ |
| 2001               | Whistler (Canadá)  | Medalla de oro     | Baches en paralelo |